# Deutsche Fußballmeisterschaft der A-Junioren 1990/91
Die deutsche Fußballmeisterschaft der A-Junioren 1991 war die 23. Auflage dieses Wettbewerbes. Meister wurde der VfB Stuttgart, das im Finale den 1. FC Kaiserslautern mit 4:1 besiegte.

## Teilnehmende Mannschaften
An der A-Jugendmeisterschaft nahmen die 16 Landesverbandsmeister teil.
| Regionalverband Nord                                                                                                | Regionalverband West                                                                             | Regionalverband Südwest                                                                     | Regionalverband Süd | Berlin                    |
| --- | ------------------------------------------------------------------------------------------------ | ------------------------------------------------------------------------------------------- | --- | ------------------------- |
| - Schleswig-Holstein: VfB Kiel - Hamburg: Altona 93 - Bremen: Werder Bremen - Niedersachsen: Eintracht Braunschweig | - Westfalen: VfL Bochum - Mittelrhein: TSV Bayer 04 Leverkusen - Niederrhein: Bayer 05 Uerdingen | - Rheinland: SpVgg EGC Wirges - Südwest: 1. FC Kaiserslautern - Saarland: 1. FC Saarbrücken | - Hessen: Kickers Offenbach - Baden: SV 98 Schwetzingen - Südbaden: SC Freiburg - Württemberg: VfB Stuttgart - Bayern: FC Bayern München | - Berlin: SC Siemensstadt |

## Achtelfinale
Hinspiele: So 02.06. Rückspiele: So 09.06.
|                         | Gesamt          |                        | Hinspiel | Rückspiel |
| ----------------------- | --------------- | ---------------------- | -------- | --------- |
| FC Bayer 05 Uerdingen   | 6:0             | Altona 93              | 2:0      | 4:0       |
| 1. FC Saarbrücken       | 3:4             | SC Freiburg            | 3:3      | 0:1       |
| TSV Bayer 04 Leverkusen | 6:1             | VfB Kiel               | 4:0      | 2:1       |
| VfB Stuttgart           | 4:4 (4:2 i. E.) | FC Bayern München      | 3:1      | 1:3       |
| Kickers Offenbach       | 2:2 (1:3 i. E.) | Eintracht Braunschweig | 2:2      | 0:0       |
| VfL Bochum              | 3:3 (3:4 i. E.) | SC Siemensstadt        | 1:2      | 2:1       |
| SV Werder Bremen        | 2:4             | SV 98 Schwetzingen     | 2:1      | 0:3       |
| SpVgg EGC Wirges        | 2:8             | 1. FC Kaiserslautern   | 1:3      | 1:5       |

## Viertelfinale
Hinspiele: Mi 12.06. Rückspiele: So 16.06.
|                         | Gesamt |                      | Hinspiel | Rückspiel |
| ----------------------- | ------ | -------------------- | -------- | --------- |
| FC Bayer 05 Uerdingen   | 2:1    | SC Freiburg          | 0:0      | 2:1       |
| TSV Bayer 04 Leverkusen | 3:6    | VfB Stuttgart        | 3:2      | 0:4       |
| Eintracht Braunschweig  | 5:1    | SC Siemensstadt      | 3:0      | 2:1       |
| SV 98 Schwetzingen      | 2:3    | 1. FC Kaiserslautern | 1:1      | 1:2       |

## Halbfinale
Hinspiele: Mi 19.06. Rückspiele: So 23.06.
|                        | Gesamt |                      | Hinspiel | Rückspiel |
| ---------------------- | ------ | -------------------- | -------- | --------- |
| FC Bayer 05 Uerdingen  | 5:8    | VfB Stuttgart        | 1:1      | 4:7       |
| Eintracht Braunschweig | 1:2    | 1. FC Kaiserslautern | 1:1      | 0:1       |

## Finale
| VfB Stuttgart                                                     | VfB Stuttgart | 1. FC Kaiserslautern | 1. FC Kaiserslautern |
| ----------------------------------------------------------------- | --- | --- | -------------------- |
| VfB Stuttgart                                                     | \| Sonntag, 30. Juni 1991 um 10:30 Uhr in Heilbronn (Frankenstadion) \| \| Ergebnis: 4:1 (1:1) \| \| Zuschauer: 8.000 \| \| Schiedsrichter: Wolfgang Mierswa (Hänigsen) \|                                                                      | \| Sonntag, 30. Juni 1991 um 10:30 Uhr in Heilbronn (Frankenstadion) \| \| Ergebnis: 4:1 (1:1) \| \| Zuschauer: 8.000 \| \| Schiedsrichter: Wolfgang Mierswa (Hänigsen) \|                                                                       | 1. FC Kaiserslautern |
| VfB Stuttgart                                                     | Sascha Rentel – Jochen Endreß – Frank Posch, Daniel Reich – Thomas Schneider, Michael Keckeisen, Oliver Otto , Stefan Remmler, Mario Lenhart (88. Holger Bittmann) – Marc Kienle, Frank Seifert (84. Marcus Ziegler) Cheftrainer: Ralf Rangnick | Mirco Bitzer – Elvis Hajradinović – Georg Nic, Torsten Lieberknecht – Alexander Fetzer, Sven Neumann, Kristian Naglo (72. Norman Müller), Timo Gensel – Marc Denu (80. Christian Simon), Christoph Dengel, Jörg Höpfner Cheftrainer: Ernst Diehl | 1. FC Kaiserslautern |
| VfB Stuttgart                                                     | 1:1 Jochen Endreß (34.) 2:1 Thomas Schneider (49.) 3:1 Oliver Otto (55.) 4:1 Marcus Ziegler (90.) | 0:1 Christoph Dengel (28.) | 1. FC Kaiserslautern |
| VfB Stuttgart                                                     | Nic, Höpfner | | 1. FC Kaiserslautern |
| VfB Stuttgart                                                     | Zeitstrafe: Hajradinovic | | 1. FC Kaiserslautern |
| Sonntag, 30. Juni 1991 um 10:30 Uhr in Heilbronn (Frankenstadion) | | |                      |
| Ergebnis: 4:1 (1:1)                                               | | |                      |
| Zuschauer: 8.000                                                  | | |                      |
| Schiedsrichter: Wolfgang Mierswa (Hänigsen)                       | | |                      |